# Scindapsus beccarii
Scindapsus beccarii  Engl. – gatunek wieloletnich, wiecznie zielonych pnączy z rodziny obrazkowatych, pochodzących z zachodniej Malezji.